# مشعلية ثلاثية العروق
مشعلية ثلاثية العروق (الاسم العلمي:Aethionema trinervium) هي نوع من النباتات تتبع جنس المشعلية من الفصيلة الصليبية.